# Azerbaïdjanfilm
Azerbaïdjanfilm (en azéri Azərbaycanfilm) est un studio de cinéma azerbaïdjanais basé à Bakou, en Azerbaïdjan. Il a été fondé en 1920 par le dirigeant de la République socialiste soviétique d'Azerbaïdjan, Nariman Narimanov, qui a écrit un décret sur la nationalisation des institutions de film dans le pays, comme un département de la photo-cinéma au Commissariat du Peuple de la République socialiste soviétique d'Azerbaïdjan, sous le nom « Azərbaycan XMK-nın İncəsənət Şöbəsi » (Département de l'Art de la XMK de l'Azerbaïdjan).
Il est passé par plusieurs changements de nom, y compris « Azərbaycan Foto-Kino İdarəsi / AFKİ (Bureau de la Photo-Cinéma Azerbaïdjanais / AFKI) » en 1923, « Azdövlətkino » (Cinéma d'État d'Azerbaïdjan) en 1926, « Azkino » (Cinéma d'Azerbaïdjan) en 1930, « Azfilm » en 1933, « Azdövlətkinosenaye » (Industrie du Cinéma d'État d'Azerbaïdjan) en 1934, « Azərfilm » en 1935, « Bakı Kinostudiyası » (Studio de Cinéma de Bakou) en 1941 et enfin « Azərbaycanfilm » en 1960.
Actuellement, « Azerbaïdjanfilm » fait partie du Ministère de la Culture et du Tourisme de l'Azerbaïdjan.